# Köklax
Köklax [tjö:k-] (finska: Kauklahti) är en stadsdel med järnvägsstation i västra Esbo, Finland, cirka 20 km väster om Helsingfors. Köklax hör administrativt till Stor-Köklax storområde. Kustbanan Åbo–Helsingfors går genom Köklax, liksom även den medeltida Kungsvägen mellan Åbo och Viborg samt Esbo å, som rinner ut i Esboviken.
Den kommunala servicen i Köklax består av bland annat bibliotek, hälsostation och skolor. Dessutom finns det bland annat apotek, kiosk, mataffär, tandläkare och veterinär. Halmes bageri är ett känt Köklaxföretag som grundades år 1899 av Emil Halme. I anslutning till bageriet, beläget mitt i byn, driver Halme även ett kafé. I Köklax bycentrum finns också Köklax kapell som invigdes 18 juni 2006. En byggnad med kulturhistoriskt värde är det idylliskt belägna föreningshuset Valhalla uppfört av den lokala svenska ungdomsföreningen år 1925. Byggnaden är ett skyddsobjekt.
Köklax har en framträdande roll i Esbos industriella historia, och söder om järnvägsstationen finns Köklax industriområde med närmare 100 företag, bland annat kosmetikatillverkaren Lumene som är den största arbetsgivaren i stadsdelen. Förekomsten av god lera gav redan på 1500-talet upphov till tegelindustri och i slutet av 1800-talet fanns det två tegelbruk i Köklax, av vilka det ena byggdes om till Köklax glasbruk 1923 och drevs från 1927 som ett dotterbolag till Riihimäen Lasi. Glasbruket var en stor arbetsgivare fram till 1952, då det lades ner. Numera verkar återvinningsföretaget Kuusakoski i det gamla glasbrukets byggnader.

## Historia
Köklax hör till de äldsta bosättningsområdena i Esbo och har varit bebott redan 4000 år f.Kr. Fram till 1200-talet var Köklax en handelsplats för tavastlänningar men havsviken växte igen. På 1200-talet flyttade svenskar in i området. På 1500-talet seglade bönder från Köklax till Stockholm och Reval (nuvarande Tallinn) för att driva handel. Konungen förbjöd dock handeln och till exempel Köklaxbon Erik Basse dömdes till böter för olovlig handelsseglation. Många av ortnamnen i Köklax syftar på den livliga handelsseglatsen, till exempel Bassebacken, Erik Basses väg, Hansaberget, Klippingen, Lärftstigen, Pälsvägen, Revalsvägen och Salttorget. Namnet Köklax uppträder redan på 1400-talet som Kökelax bol (1451), Kökelax (1540), Kökelaxby (1549) och Köklax bol (1595). Namnet är av finskt ursprung från ordet Koukkulaksi. Laksi är en gammal form för det finska ordet lahti – vik. Diftongen -ou- har blivit -öu- och sedan -ö-. Vid en arkeologisk utgrävning i Köklax 2003 påträffades lämningar av bosättning från tidig medeltid (möjligen 1200-talet), vilket troddes kunna revidera uppfattningen om när den nyländska kusten befolkades.

## Bebyggelse
De första höghusen i Köklax byggdes i början av 1970-talet. I övrigt består bebyggelsen främst av radhus och enfamiljshus. År 2006 hölls bostadsmässa i Köklax på ett nybyggt område strax norr om järnvägsstationen. Mässan besöktes av 174 305 personer. Husen som planerats och byggts för bostadsmässan kritiserades av somliga besökare för att vara opraktiska, men husen fick ändå många lovord i massmedia för modern, originell och fördomsfri arkitektur. Till skillnad från andra mässområden har så gott som alla bostäder på mässområdet fått nya invånare rätt snabbt efter mässan.

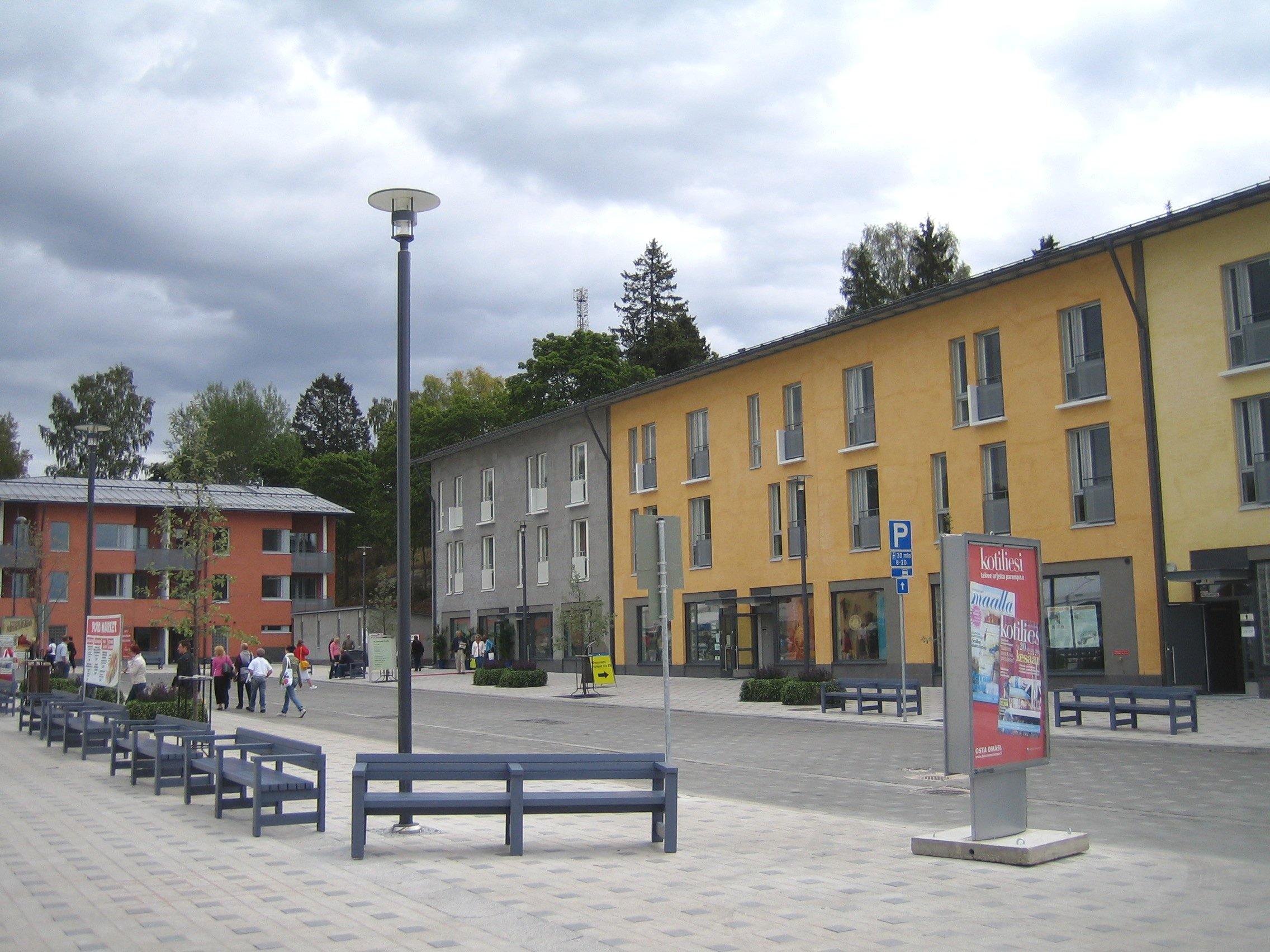
Hus uppfört för bostadsmässan år 2006
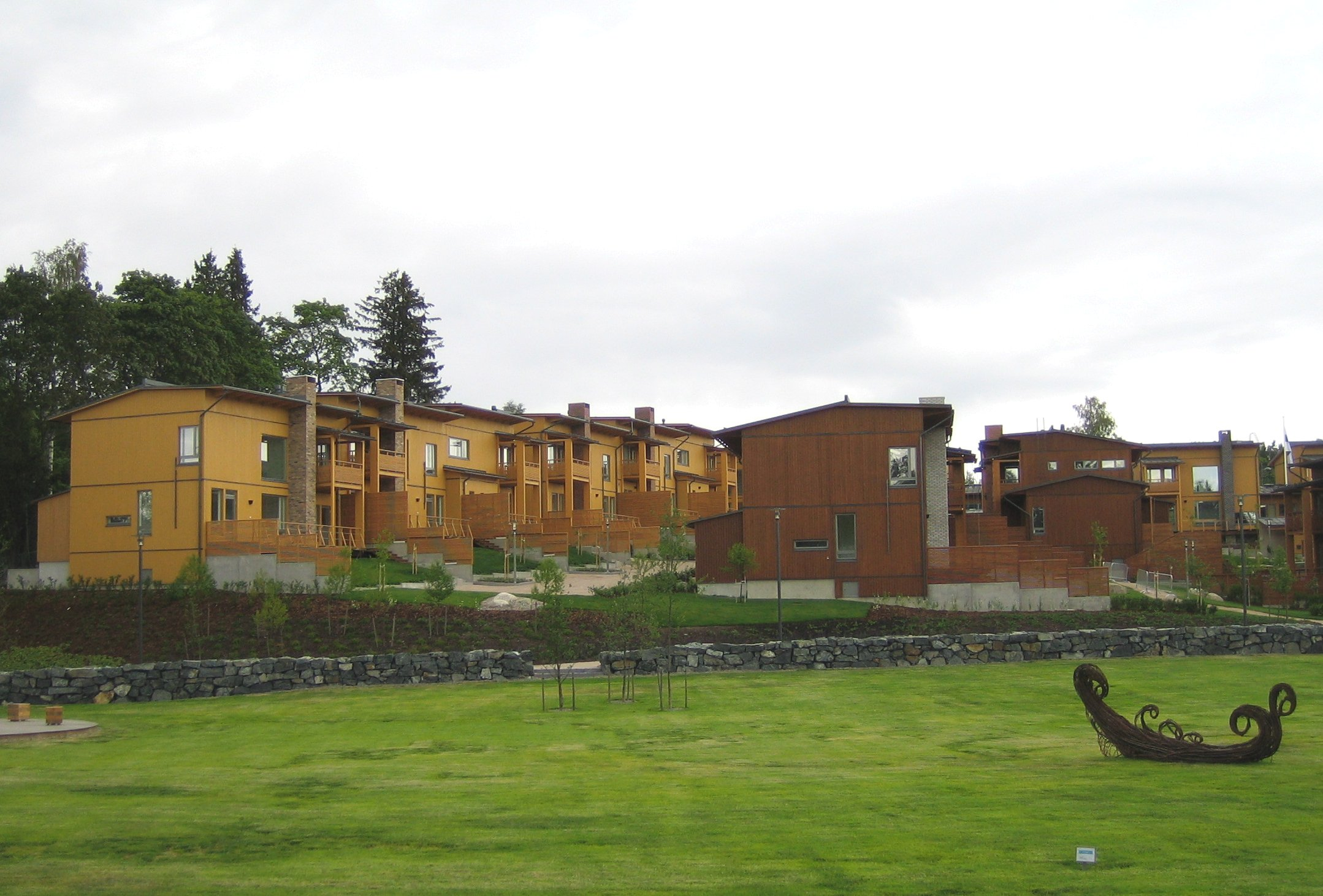
Radhus uppfört för bostadsmässan år 2006

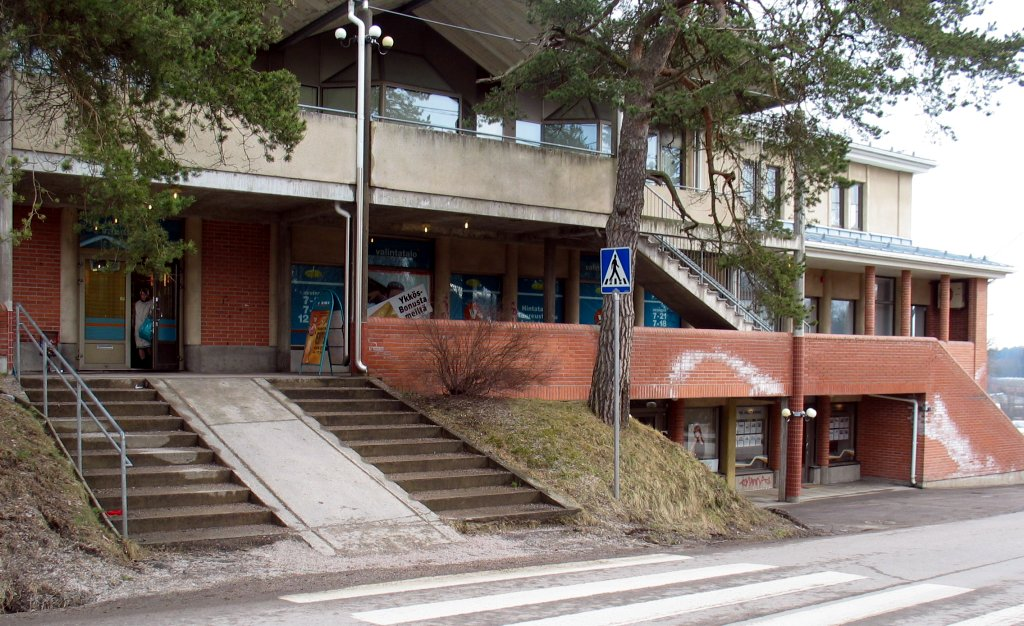
Affärsbyggnad i Köklax centrum
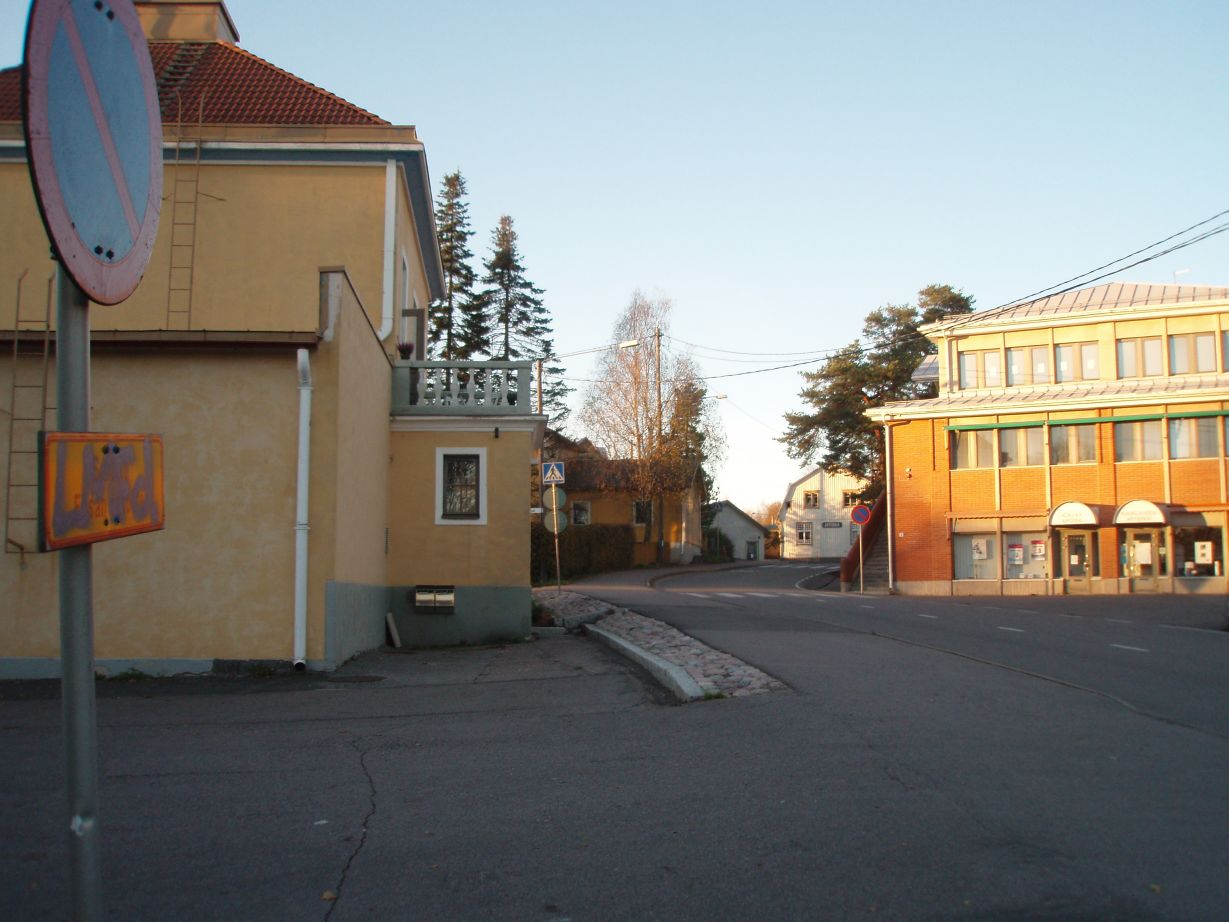
Köklax gamla bycentrum